# Aeroportul Wang-an
Aeroportul Wang-an (IATA: WOT, ICAO: RCWA) este un aeroport din 望安鄉⁠(d), 澎湖縣⁠(d), 臺灣省⁠(d), Taiwan ce deservește zona 望安鄉⁠(d). Aeroportul a fost tranzitat în decembrie 2020 de 24 de pasageri. A fost numit după Wang'an Island⁠(d).
Situat la o altitudine de 35 m, aeroportul dispune de 1 pistă. Este operat de Civil Aeronautics Administration⁠(d).

## Infrastructură

### Piste
Aeroportul dispune de o singură pistă. Pista 02/20 are suprafața de beton și dimensiunile 822 m × 23 m. 